# Allium pseudocalyptratum
Allium pseudostamineum — вид рослин з родини амарилісових (Amaryllidaceae); поширений у Лівані, Ізраїлі й Саудівській Аравії.

## Опис
Рослина характеризується малими пурпуруватими квітками й широкими листками. 2n=48.

## Поширення
Поширений на горі Гермон у Лівані й Ізраїлі, також росте на заході Саудівської Аравії.